# 中华近天牛茧蜂
中华近天牛茧蜂（学名：Parabrulleia shibuensis）也称天牛茧蜂，茧蜂科近天牛茧蜂属的一种，分布于中国、日本及越南等地，主要寄生天牛幼虫。
在中国，本种以“天牛茧蜂”的名称于2023年被收录入《有重要生态、科学、社会价值的陆生野生动物名录》。